# 杜比SR

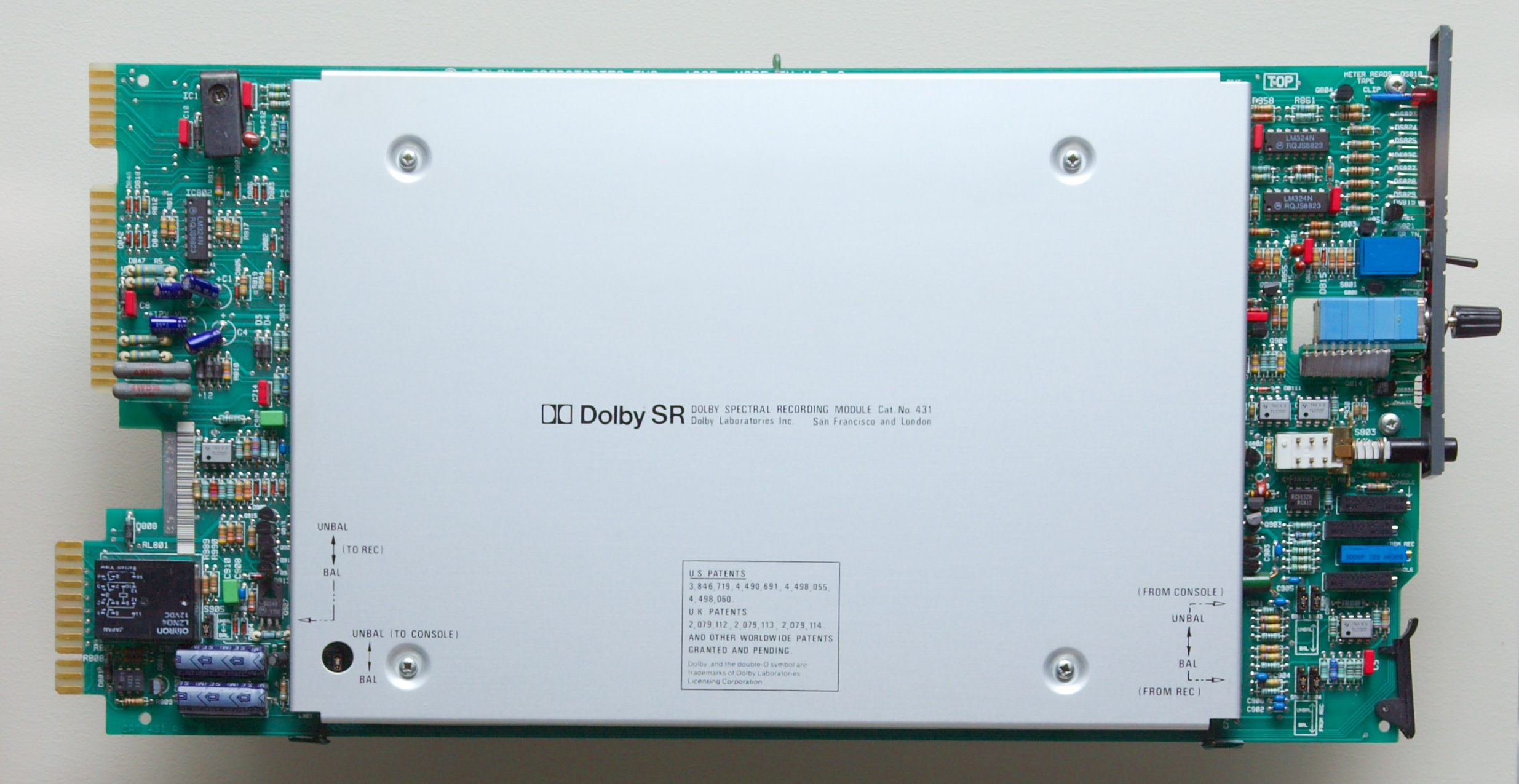
杜比SR卡

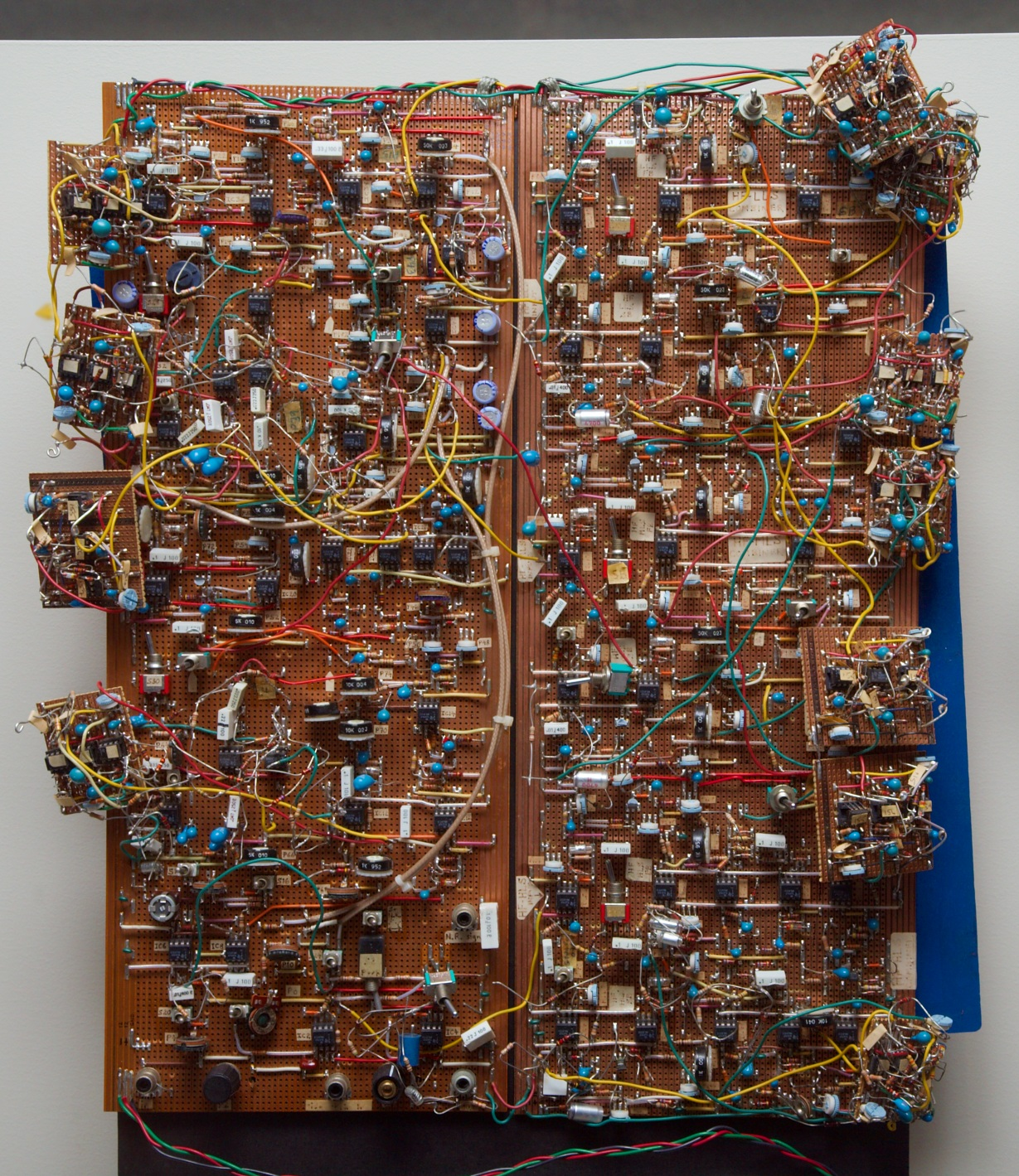
杜比SR的原型版

杜比SR降噪格式（英文全稱"Dolby Spectral Recording"，簡稱"Dolby SR"，中譯杜比光譜錄製），由杜比實驗室開發。自1986年普遍用在專業錄音，及1990年代早期普遍用在戲院音響。結集了杜比以往的降噪格式，包括「杜比A」、「B」、「C」（如「滑動頻帶」及「固定頻帶縮伸器」）而產生的訂正版本，提升了模擬格式錄音時的動態範圍（即：峰值和雜訊位準的分貝範圍）及傳訊量高達25分貝。
杜比SR幾乎在大多數錄音及後期製作工程師、廣播，及其他專業錄音師應用在現代化專業模擬格式錄音（如錄音帶）。在35毫米放映底片中，常用作光學音軌；在如杜比數碼等數碼音訊格式存在時，作為附帶光學音軌。
杜比SR在Cat.280電路卡中獨創提供，與Cat.22杜比A降躁卡針頭兼容。因此，Cat.22可以Cat.280替換，以由杜比A升級至杜比SR。在很多裝置中的Cat.280卡包含了杜比361型架構。有些杜比戲院處理器需要特別版本卡Cat.280，以作解碼及播放用途。